# Mariano Medina
Mariano Medina (Oviedo, 1933. február 17. – 2013. augusztus 13.) spanyol nemzetközi labdarúgó-játékvezető.

## Pályafutása

### Nemzetközi játékvezetés
A Spanyol labdarúgó-szövetség Játékvezető Bizottsága 1966-ban terjesztette fel nemzetközi játékvezetőnek, a Nemzetközi Labdarúgó-szövetség (FIFA) bíróinak keretébe. Több nemzetek közötti válogatott és klubmérkőzést vezetett. A spanyol nemzetközi játékvezetők rangsorában, a világbajnokság-Európa-bajnokság sorrendjében többedmagával a 27. helyet foglalja el 1 találkozó szolgálatával. Az aktív nemzetközi játékvezetéstől 1973-ban vonult vissza.

#### Európa-bajnokság
Az európai-labdarúgó torna döntőjéhez vezető úton Belgiumba a IV., az 1972-es labdarúgó-Európa-bajnokságra az UEFA JB játékvezetőként foglalkoztatta.
| Időpont           | Helyszín                      | Mérkőzés típusa           | Mérkőzés            | Eredmény | Nézők száma |
| ----------------- | ----------------------------- | ------------------------- | ------------------- | -------- | ----------- |
| 1971. október 22. | Wales Letenský Stadion, Prága | előselejtező (1. csoport) | Csehszlovákia–Wales | 1 : 0    | 20 051      |

#### Olimpia
Mexikóban rendezték a XIX., 1968. évi nyári olimpiai játékok olimpiai labdarúgó torna döntő mérkőzéseit, ahol a FIFA JB játékvezetői szolgálattal bízta meg. Olimpián vezetett mérkőzéseinek száma: 1 + 2 (partbíró)
| Időpont           | Helyszín               | Mérkőzés típusa        | Mérkőzés       | Eredmény | Nézők száma |
| ----------------- | ---------------------- | ---------------------- | -------------- | -------- | ----------- |
| 1968. október 17. | Központi Stadion, León | selejtező (C. csoport) | Salvador–Ghána | 1 : 1    |             |

## Külső hivatkozások
- Mariano Medina. World Referee. [2016. március 4-i dátummal az eredetiből archiválva]. (Hozzáférés: 2011. január 30.)
- Mariano Medina. zerozerofootball.com. (Hozzáférés: 2011. január 30.)[halott link]
- Mariano Medina. scoreshelf.com. [2016. március 11-i dátummal az eredetiből archiválva]. (Hozzáférés: 2011. január 30.)